# 阮𧬆
阮𧬆（越南语：／；1860年—？年），越南阮朝官員。

## 生平
阮𧬆是承天府豐田縣政祿總郅隆社（今屬承天順化省豐田縣豐彰社唐隆村）人，嗣德十三年（1860年）出生，武顯殿大學士阮知方之孫。成泰四年（1892年），阮𧬆以蔭生秀才身份參加會試，考中次中格，庭試考中副榜。後任翰林院侍讀。